# Cryphaea ragazzii
Cryphaea ragazzii är en bladmossart som beskrevs av Brotherus 1907. Cryphaea ragazzii ingår i släktet Cryphaea och familjen Cryphaeaceae. Inga underarter finns listade i Catalogue of Life.